# القائد السام
القائد السام (بالإنجليزية: toxic leader)‏ هو الشخص الذي يتحمل مسؤولية مجموعة من الأشخاص أو منظمة ويسيء استخدام علاقة القائد/ التابع من خلال ترك المجموعة أو المنظمة في حالة أسوأ ممّا كانت عليها. وقد صاغت الباحثة في العلوم السياسية مارسيا لين ويكر هذا التعبير "القائد السام" في عام 1996؛ وفي مقالته لعام 1994 بعنوان "الطاغية الصغير في المؤسسات"، ناقش بليك أشفورث الجوانب المحتملة للتدمير الناتجة عن القيادة وحدّد ما وصفه بـ "الطغاة الصغار"؛ أي القادة الذين يمارسون نمطًا استبداديًا للإدارة، ممّا يؤدي إلى إحداث مناخ من الخوف في مكان العمل.

## السمات الأساسية
تعتبر الخصائص الأساسية للقائد السام عادة الانغلاق وعدم الاعتدال والتكلّف، والصلابة العملية والقسوة والعجز والتمييز والفساد، أو العدوانية، وفقًا للعلماء مثل باربارا كيلرمان.

### النرجسية العدوانية
هذه المتلازمة هي أيضًا "العامل الأول" في قائمة مراجعة الاعتلال النفسي لروبرت دي هير، والتي تتضمن السمات التالية:
- سحر ظاهري

- إحساس متعالٍ بالنفس
- الكذب المرضي
- السلوك الماكر / التلاعب
- عدم الندم أو الشعور بالذنب
- القسوة / عدم الشفقة
- العاطفة الضحلة (حيث تكون العواطف الحقيقية قصيرة الأمد ومركزة على الذات)
- الفشل في قبول المسؤولية عن أفعالهم الخاصة.

### سمات أخرى
يُعرف الجيش الأمريكي القادة السامين كالقادة الذين يضعون احتياجاتهم الشخصية في المقام الأول، ويتدخلون بشكل دقيق في أعمال الأفراد الذين يخضعون لهم، ويتصرفون بطريقة سيئة ومتعسفة، أو يعرضون لصنع قرارات سيئة. وجدت دراسة أجريت لصالح مركز القيادة في الجيش الأمريكي أن القادة السامين في الجيش يعملون على الترويج لأنفسهم على حساب مرؤوسيهم، وعادة ما يفعلون ذلك دون النظر في الآثار على المدى الطويل على مرؤوسيهم ووحدتهم ومهنة الجيش بشكل عام.
اقترح ديفيد أشفورث ست خصائص لتعريف الطاغية الصغير وهي:
1. التعسف والتعظيم الذاتي
2. التقليل من المرؤوسين
3. عدم مراعاة الآخرين
4. أسلوب إجباري لحل النزاع
5. تثبيط المبادرة
6. الاستخدام المستمر للعقاب: أي العقوبة (مثل الاستياء أو النقد) المخصصة بدون مبادئ واضحة أو متسقة ؛ لا تعتمد على أو ترتبط بالضرورة بالسلوكيات غير المرغوب فيها.

## الأدوات
- عبء العمل: الإعداد للفشل على وجه الخصوص أسلوبًا راسخًا للتنمر في مكان العمل يمكن للقائد السام استخدامه ضد منافسيه ومرؤوسيه.
- أنظمة مراقبة الشركات: استخدام العمليات المطبقة لمراقبة ما يجري. يمكن إساءة استخدام الأنظمة التأديبية لمساعدة ثقافة سلطتهم.
- الهياكل التنظيمية: الإساءة في استخدام التسلسل الهرمي والعلاقات الشخصية والطريقة التي يتدفق بها العمل عبر الشركة.
- هياكل سلطة الشركات: يتحكم القائد السام في من يتخذ القرارات، إن وجد، ومدى انتشار السلطة على نطاق واسع.
- رموز السلطة الشخصية: قد تشمل الحق في أماكن وقوف السيارات والمراحيض التنفيذية أو الوصول إلى اللوازم والزي الرسمي. الرموز النرجسية والصور الذاتية (أي مكان العمل المليء بالصور الذاتية).
- طقوس وإجراءات مكان العمل: قد تصبح اجتماعات الإدارة وتقارير مجلس الإدارة وجلسة الاستماع التأديبية وفحوصات الأداء وما إلى ذلك أكثر اعتيادية من اللازم.

غالبًا ما يرتبط تكلفة التشغيل العالية ومعدل الاستبدال العالي للموظفين ومعدل العمل الإضافي بشكل كبير أيضًا بنتائج تعامل القائد السام مع الموظفين.

## المنظرون الرئيسيون

### جين ليبمان بلومن
في كتابهما "سحر القادة السامين: لماذا نتابع الزعماء المدمرين والسياسيين الفاسدين - وكيف يمكننا البقاء على قيد الحياة معهم"، شرحت جين ليبمان-بلومن أنه كانت هناك وما زالت اتجاهات في المجتمع المعاصر للبحث عن الخصائص السلطوية والمهيمنة في قادتنا في الأعمال والسياسيين بسبب الاحتياجات النفسية والضعف العاطفي للجمهور.
لقد لاحظت ليبمان-بلومن أن "القيادة السامة" ليست مجرد سوء إدارة عادية. بل تشير إلى القادة الذين، بفضل "خصائصهم الشخصية العاطفية الغير صحيحة" و"السلوكيات المدمرة"، "يسببون ضررًا جديًا ودائمًا بشكل معقول" ليس فقط على مرؤسيهم ومنظماتهم، ولكن على الآخرين خارج دائرة ضحاياهم والمرؤوسين الفوريين أيضًا. وتشير قاعدة عامة مشهورة إلى أن القادة السامين يتركون متابعيهم والآخرين الذين يأتون ضمن دائرة تأثيرهم أسوأ حالًا ممّا كانوا قبل إما على الصعيد الشخصي أو المهني.
ركّزت ليبمان-بلومن في البحث على دراسة سبب استمرار الناس في متابعة القادة السامين والبقاء مخلصين لهم. كما استكشفت ليبمان-بلومن لماذا يقاوم المتابعون في كثير من الأحيان التغيير والتحديات التي تواجه القادة الذين انتهكوا بوضوح العلاقة بين القائد والتابع وأساءوا استخدام سلطتهم كقادة على حساب التابعين. وتشير ليبمان-بلومن إلى أن هناك شيئًا من الطابع النفسي العميق يحدث. وتؤكد أن الحاجة إلى الشعور بالأمان والاستثنائية والانتماء إلى مجتمع اجتماعي تساعد جميعها في تفسير هذه الظاهرة النفسية.

### باربرا كيليرمان
في كتابها "القيادة السيئة: ما هي، وكيف يحدث، ولماذا تهمنا"، تقترح باربرا كيلرمان أن يمكن تحليل التصرفات القيادية السامة (أو ببساطة "القيادة السيئة") إلى سبعة أنواع مختلفة، وهي:
- غير كفء: يفتقر القائد وبعض الأتباع على الأقل إلى الإرادة أو المهارة (أو كليهما) لمواصلة العمل الفعال، فيما يتعلق بتحدٍ واحد على الأقل من التحديات القيادية.
- جامد: القائد وبعض الأتباع على الأقل قساة. على الرغم من أنهم قد يكونون مؤهلين، إلا أنهم غير قادرين أو غير راغبين في التكيف مع الأفكار الجديدة أو المعلومات الجديدة أو الأوقات المتغيرة.
- متطرف: يفتقر القائد إلى ضبط النفس ويُساعد ويحرض من أتباع غير راغبين أو غير قادرين على التدخل الفعال.
- قاس: القائد وبعض الأتباع على الأقل غير مهتمين أو قساة. التجاهل هو احتياجات ورغبة معظم أعضاء المجموعة أو المنظمة، وخاصة المرؤوسين.
- فاسد: القائد وبعض الأتباع على الأقل يكذب أو يغش أو يسرق. إلى درجة تتجاوز القاعدة، فإنهم يضعون المصلحة الذاتية قبل المصلحة العامة.
- منغلق: يقلل القائد وبعض الأتباع على الأقل أو يتجاهلوا صحة ورفاهية من هم خارج المجموعة أو المنظمة المسؤولة عنها بشكل مباشر.
- شرير: يرتكب القائد وبعض أتباعه على الأقل الفظائع. يستخدمون الألم كأداة للقوة. يمكن أن يكون الضرر جسديًا أو نفسيًا أو كليهما.

### تيري برايس
في كتابه "فهم الفشل الأخلاقي في القادة"، يؤكد تيري ل. برايس أن المسؤولية الإرادية عن الفشل الأخلاقي في القادة لا توفر حسابًا كاملاً لهذه الظاهرة. قد يشير البعض أن السبب وراء سلوك القادة غير الأخلاقي هو أنهم يتجاهلون بشكل متعمد ما يعرفونه بأنه خاطئ. ومع ذلك، يقدم برايس تحليلاً بديلًا للقادة الذين يعتذرون عن المتطلبات الأخلاقية المطبقة بشكل عام. ويؤكد أن الرواية الإدراكية للفشل الأخلاقي في القادة يوفر تحليلاً أفضل للقضايا المتعلقة بجميع الألغاز الأخلاقية تحت عنوان "القيادة السامية".
يمكن للقادة مثلاً أن يعرفوا أن نوعًا معينًا من السلوك مطلوب بشكل عام من الأخلاق ولكنهم يمكن أن يكونوا مخطئين في معرفة ما إذا كانت المتطلبات الأخلاقية ذات الصلة تنطبق عليهم في حالة معينة، وما إذا كان آخرون محميين بهذه المتطلبات. لذا، يوضح برايس كيف يُستثنى القادة من أنفسهم ويشرح كيف تؤدي القوة الدفاعية للقيادة إلى إنشاء استثناءات من هذا النوع، ويطوّر بروتوكولات موضوعية يجب على القادة اعتمادها.

## مقالات ذات صلة
- التحكم والقوة في العلاقات التعسفية
- إشراف مسيء
- اعتمادية مشتركة (علم نفس)
- ثقافة الخوف
- فرق تسد
- مساءلة
- النرجسية في بيئة العمل
- قيادة نرجسية
- السيكوباتية في بيئة العمل
- متلازمة ملكة النحل
- التنمر في مكان العمل
- مركزية الذات